# Golden Slam
Golden Slam predstavlja termin u tenisu koji se rabi za osvajanje sva 4 turnira iz Grand Slam serije i zlatne Olimpijske medalje u istoj godini. Osvajači Golden Slama su rijetki jer se Olimpijske igre održavaju svake 4 godine, a tenis nije bio na programu Olimpijskih igrara od 1924. do 1988. godine.

## Osvajači Golden Slama
- Steffi Graf, 1988.

Igrači koji su osvojili sva četiri Grand Slam turnira i zlatne olimpijske medalje, ali ne u istoj kalendarskoj godini:
U pojedinačnoj konkurenciji:
- Andre Agassi
- Rafael Nadal
- Novak Đoković[1]

U igri parova:
- Serena Williams i Venus Williams
- Todd Woodbridge i Mark Woodforde
- Gigi Fernandez, osvojila zlato na olimpijskim igrama 1992. i 1996. s partnericom Mary Joe Fernandez, a u karijeri osvojila sva 4 Grand Slam turnira u paru s Natašom Zverevom.
- Bob Bryan i Mike Bryan